# Draganići
Draganići (Servisch cyrillisch Драганићи) is een plaats in de Servische gemeente Raška. De plaats telt 350 inwoners (2002).